# Casa Makariás din Târgu Mureș
Casa Makariás sau Casa Makariás Walles (în maghiară Makariás-ház sau Makariás Walles-ház) este o clădire monument istoric construită în 1750 pe fosta stradă Szentgyörgy (azi Revoluției), nr. 45.

## Istoric
Clădirea a fost construită în 1750 de către György Makariás Walles, care a creat și o mică fabrică de bere într-o aripă din curte. La 11 iulie 1773 moștenitorul tronului, viitorul rege al Ungariei, Iosif al II-lea aflânduse într-o deplasare la Târgu Mureș a fost cazat la Casa Makariás. Contele József Teleki a cumpărat casa în 1813, iar mai târziu, în 1854, Biserica Reformată, care a amenajat un internat de fete.
În 1896, după planurile lui Adolf Flesch, a fost reconstruită în strada Szentgyörgy vechea clădire a bisericii reformate, așa zisa casă Makariás, arsă într-un incendiu devastator. Arhitectul a încercat să diminueze asimetria moștenită a fațadei, intensificând unitatea arhitecturală a clădirii prin modificarea volumelor: creează un pavilion central și două pavilioane laterale, modificând aspectul fațadei și intensificând accentul șarpantei. Această tendință de unificare prin aducere la simetrie se remarcă de asemenea și în plastica fațadei. Pe partea de sud a rezalitului median se evidențiază două ferestre cu închidere semicirculară, deasupra acestor goluri din urmă, accentuate și de cornișă arcuită apare o decorație bogată de stucatură, prezentând cartușe așezate între motive vegetale. La fel sunt accentuate și cele două pavilioane laterale. Friza celor trei pavilioane este articulată prin șiruri de console din stuc, mai simple în cazul pavilioanelor laterale și mai exigente în cazul pavilionului central. Clădirea transformată a devenit una dintre cele mai frumoase ale acestei zone, care este și astăzi un element marcant al aspectului străzii Revoluției de astăzi.